# Царицынский поход
Царицынский поход (Ворошиловский поход) (26 апреля — 3 июля 1918 года) — эвакуация на территорию РСФСР правительства и войск Донецко-Криворожской советской республики, а также многочисленных беженцев в связи с вводом на территорию Украины оккупационных германских и австро-венгерских войск.

## Предыстория
27 января (9 февраля) 1918 года в Брест-Литовске между Украинской Народной Республикой и Центральными державами (Австро-Венгрия, Болгария, Германия, Турция) был подписан мирный договор, по которому Центральные державы признавали суверенитет УНР, а УНР брала на себя обязательство не вступать в союзы, направленные против Центральных держав, и поставлять им продовольствие и сырьё. В обмен на военную помощь против советских войск УНР обязалась поставить Германии и Австро-Венгрии до 31 июля 1918 года миллион тонн зерна, 400 млн яиц, до 50 тыс. тонн мяса рогатого скота, сало, сахар, пеньку, марганцевую руду и пр.
3 марта 1918 года Центральные державы подписали мирный договор с Советской Россией, одним из условием которого было отторжение от России территории Украины. Российская сторона обязалась признать мирный договор, подписанный Центральными державами с УНР, вывести свои войска с украинской территории, а также прекратить любую агитацию и пропаганду против правительства или государственных учреждений УНР.
31 января (13 февраля) в Бресте делегация УНР, по тайному решению нескольких украинских эсеров из Совета министров, обратилась с меморандумом к Германии и Австро-Венгрии с просьбой о помощи УНР против советских войск, что стало логическим продолжением подписанного несколькими днями ранее мирного договора. Хотя военная конвенция между УНР, Германией и Австро-Венгрией, ставшая правовой основой для вступления австро-германских войск на территорию Украины, была официально оформлена позднее, германское командование уже 31 января дало свое предварительное согласие на вступление в войну против большевиков и начало активно готовиться к походу на Украину.
Уже в феврале на территорию Украины вступили немецкие и австро-венгерские войска. Они постепенно продвигались на восток и юг Украины, не встречая значительного сопротивления со стороны советских войск. В начале апреля передовые немецкие части подошли к Харькову и 7 апреля вступили в город, где до последнего момента оставалось правительство Донецко-Криворожской республики и часть его войск. Ф. А. Сергеев (Артём) и другие работники правительства покинули здание городского совета только тогда, когда немцы заняли Южный вокзал. Правительство ДКР перебралось сначала в Луганск, а 28 апреля эвакуировалось за Дон.
Центральная эвакуационная комиссия ДКР, которую возглавил (Артём), была создана 21 марта по распоряжению Областного комитета Советов рабочих депутатов Донецко-Криворожского бассейна.

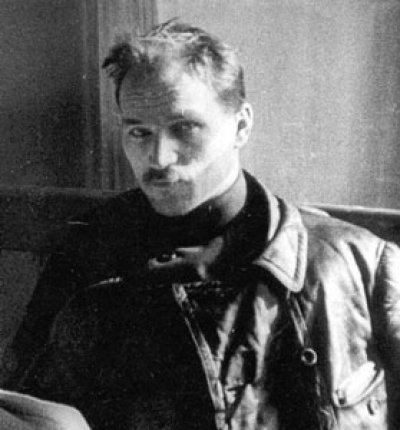
Глава ДКР Федор Сергеев

1 апреля Центральный ревком Донбасса приказал всем ревкомам приступить к эвакуации имущества. В приказе предлагалось вывезти запасы оружия, хлеба, банковские и почтовые ценности, имущество типографий, вплоть до телефонных аппаратов и аппаратуры центральных телефонных станций.
Вывоз материальных ценностей осуществлялся в направлении Царицына и Воронежа.
В ряде городов создавались свои собственные эвакуационные комиссии. В Луганске её возглавил Н. Г. Третьяков.
За время эвакуации из Донбасса в направлении Миллерова ушло 23 эшелона с углем. В Царицын ушли 714 паровозов, 3034 вагона с людьми и грузами.
Со стороны местного населения эти действия встречали как поддержку, так и протесты. Примером поддержки может служить резолюция общего собрания рабочих Донецко-Юрьевского завода от 12 апреля 1918 года «Если стратегическое положение требует от Советской власти покинуть нашу местность и заводы, должно быть эвакуировано всё, что только может представлять ценность для нашего врага»
28 апреля, используя свое численное преимущество, австро-германские войска заняли Луганск, 30 апреля — станцию Чертково, через которую осуществлялась связь Донбасса с РСФСР. Путь на север был отрезан. На юг тоже нельзя было двигаться: в Ростове к этому времени уже находились красновцы. На станции Миллерово под председательством Артёма прошло заседание Совета Народных Комиссаров ДКР, на котором рассматривался вопрос о маршруте отступления. По предложению Климента Ворошилова, было принято решение отходить по железной дороге через донские степи на восток, в направлении Царицына.

## Поход
По всему пути следования шли ожесточенные бои. Дважды в день, утром и вечером, казаки обстреливали отступавших с воздуха, подрывали мосты через реки. Со всех сторон наступали донские казаки. Трудно было с продовольствием. Положение осложнялось и тем, что вместе с 5-й Украинской армией двигалось более трех тысяч вагонов с государственным имуществом и беженцами — рабочими и их семьями.

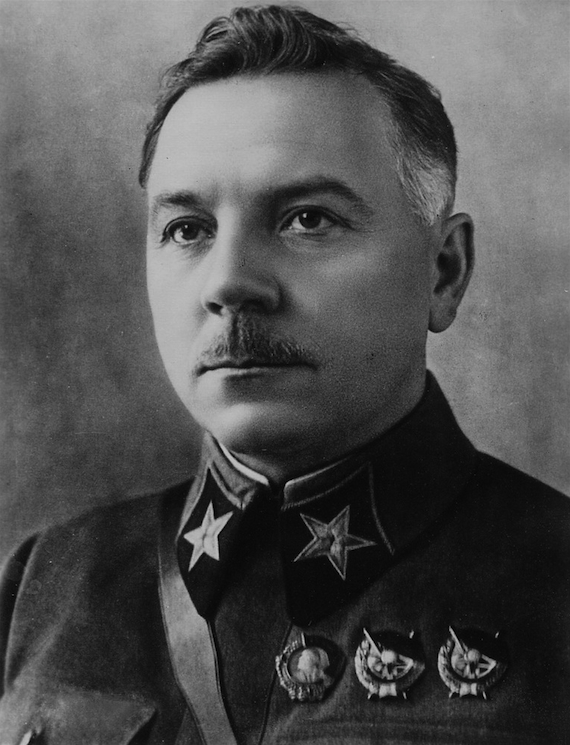
Климент Ворошилов

Командующий 5-й Украинской армией К. Е. Ворошилов разработал план продвижения и охраны эшелонов. В голове и хвосте колонны шли бронепоезда. Красноармейские части охраняли эшелоны по всему пути следования. Из бойцов Красной армии и беженцев был сформирован отряд железнодорожников, в задачу которого входило восстановление путей.
В этом сложном и трудном походе исключительно важную роль сыграл организаторский талант и личное мужество Ф. А. Сергеева, К. Е. Ворошилова, М. Л. Рухимовича, Б. И. Магидова, А. Я. Пархоменко, Ф. И. Холодилина и многих других. «На всём протяжении от Харькова до Царицына рабочая масса видела в членах Совнаркома своих руководителей, которые разделяли с ними все трудности, преодолели часто непреодолимое», — писал позже Магидов.
Первые крупные бои отступающей армии с захватчиками разгорелись под станцией Каменская. 5-я армия и беженцы двигались в направлении станции Лихая. Немецкое командование решило окружить Лихую, атаковать арьергардные части советских войск под станцией Каменская. Тут же появились отряды казаков, которые дислоцировались в станице Гундорской в 18 км от Каменской. Но революционные войска оказали сопротивление. 1-й Луганский социалистический отряд по приказу командира Ворошилова атаковал противника с юга, отряды полтавских и харьковских рабочих — с севера. Здесь же сражался 1-й Донецкий революционный полк, созданный Щаденко в марте 1918 года в Каменской. Казаков, обратившихся в бегство, преследовали на протяжении двадцати вёрст.

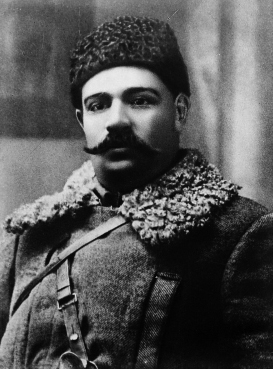
Пархоменко Александр Яковлевич (1886—1921)

1 мая эшелоны подошли к Лихой, где располагались многочисленные склады. Немцы вели регулярный артиллерийский обстрел станции, а 4 мая вражеские самолёты сбросили на станцию бомбы и обстреляли из пулемётов. Командир одного из отрядов И. С. Локатош о тех днях писал «Снаряды и патроны рвутся. Кто не успел проскочить эшелоны горят. И все же продолжают вырываться на Царицинськую дорогу с горящими вагонами» Следующим пунктом на пути следования отступающих было Зверево, чтобы пробиться на станцию Артем создал и возглавил отряд добровольцев, который на бронепоезде ворвался в расположение вражеских частей, обстрелял их и отбросил от железной дороги, расчистив путь для эшелонов, которые через Северский Донец проходили по восстановленному под обстрелом мосту. 6 мая последние эшелоны покинули Лихую. Последним уходил бронепоезд под командованием А. Я. Пархоменко, прикрывая отход 5-й армии. Неожиданно путь ему преградили горящие вагоны с боеприпасами. Тогда Пархоменко приказал снять с платформ бронепоезда пулемёта, вынуть замки из орудий и пустить стальную громаду навстречу вражескому поезду. Воспользовавшись замешательством противника, отряд занял выгодную позицию неподалеку от станции и на протяжении нескольких часов отражал вражеские атаки, давая эшелонам возможность уйти как можно дальше.
В районе Белой Калитвы на помощь 5-й армии пришёл местный отряд шахтёров Богураевских рудников. Общими силами они отбросили белоказачьи отряды и немецкие части, обеспечив эшелонам путь дальше к станции Морозовской. Трудно было с водой. Водокачки на станциях были, как правило, разрушены. На одной из станций Ворошилов был вынужден обратиться к беженцам с просьбой о помощи. В ответ сотни людей выстроились, и по этой живой цепи в вёдрах, котелках, кружках пошла к паровозам вода из далёкого степного колодца. Всё сложнее становилось с продовольствием, особенно за Доном. Чтобы легче было накормить армию и беженцев, по предложению Артёма и Ворошилова организовали коммуну, большую помощь которой оказывала казачья беднота. Ночью коммунарам подвозили воду, хлеб, свёклу, картофель.
В Морозовской, одной из наиболее революционных станиц на Дону, на помощь участникам похода пришли местные красногвардейцы Морозовского полка, присоединившиеся к походу. Морозовский Совет рабочих, крестьянских и казачьих депутатов сделал всё, чтобы эшелоны как можно быстрее прошли на восток. Последним покидал станицу отряд во главе с Артёмом.
Непрерывные бои, которые вели участники легендарного похода не проходили без следа. Раненые и больные, занимали уже целый эшелон. Они нуждались в срочной врачебной помощи. Перед командованием стоял выбор или оставить 600 бойцов умирать в дороге, невероятно трудном даже для здоровых, или идя на риск, отправиться эшелон под охраной в Царицын. Возможность прорваться к своим у санитарного эшелона все же была. Командование остановилось на втором варианте.

Флаг Красного Креста

22 мая санитарный эшелон с флагом Красного Креста и под охраной бронепоезда и специального отряда прибыл на станцию Суровикино. Ночью бронепоезд ушел на разведку. Этим и воспользовался враг, которого предупредил предатель. На рассвете белогвардейцы начали артобстрел. Снаряды рвались на путях, убивая осколками раненых которые выбирались из вагонов. Потом на станцию устремились бело казачья конница и пехота. Путь им преградили красногвардейцы из охраны эшелона, но силы были неравны. До 9 часов белые прорвались к поезду и начали расправляться с безоружными, беспомощными людьми. Сестер милосердия, которые пытались вразумить казаков расстреливали на месте.
Известие о трагедии в Суровикино быстро дошла до командования. Сквозь огненное кольцо на станцию прорвалась бронеплощадка, на которой были К. Е Ворошилов и А. Я. Пархоменко. Страшное зрелище предстало перед ними. Из 600 раненых и больных в живых осталось лишь 70 человек. Нацепил паровоз, чтобы отвести санитарный поезд в безопасное место. Но белогвардейской пулей был убит машинист. Тогда его место занял Пархоменко. Под обстрелом, раненный в плечо и руку, Александр вывел эшелон из-под огня.
24 мая состоялся траурный митинг. Бойцы поклялись над могилой погибших отомстить за них и до конца служить делу революции.

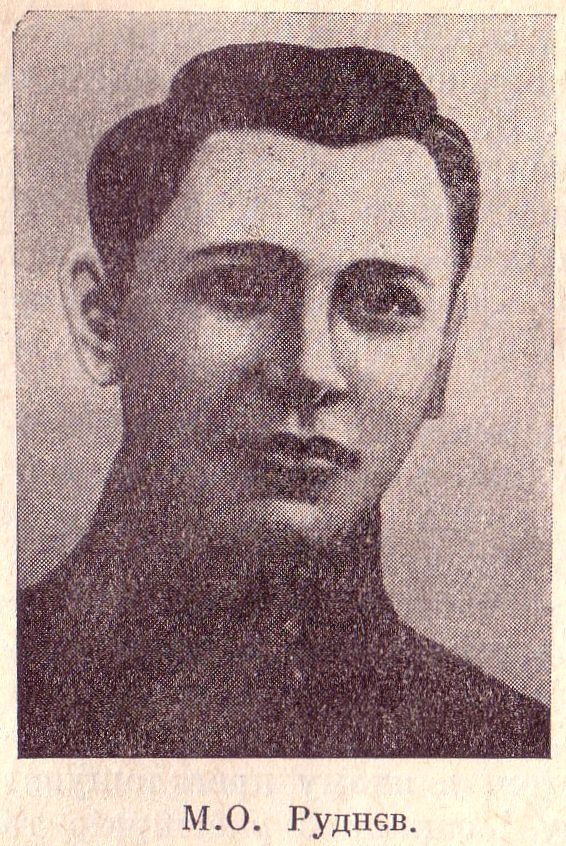

Бои в районе Суровикино продолжались. Белогвардейцы, имея численное преимущество, были настолько уверены в своей победе, что даже прислали своих парламентеров с предложением сдаться. Но ценой неимоверных усилий враг был отброшен от железной дороги. 2 июня части 5-й Украинской армии двинулись на станцию Чир, миновав её, подошли к Дону. И тут оказалось, что железнодорожный мост через реку в районе Рычковских высот взорван. А до Царицына рукой подать. Командование приняло решение строить мост.
Техническое руководство возлагалось на Артёма, которому довелось учиться в Московском императорском инженерном училище. Прежде всего необходимо было забурить дно реки на 5 саженей, что было непросто при быстром течении. В ход пошли разобранные заборы, сараи, брёвна, брони. Землю с ближнего кургана носили на тут же сооружённых носилках, в ведрах, мешках, которые часто заменялись связанными рубашками. Работы велись под непрерывным огнем. В ближайшей станице Нижне-Чирской находился штаб белого генерала Мамонтова. У него в подчинении было 12 тысяч солдат, десятки орудий, сотни пулемётов, несколько самолётов. Совместно с Мамонтовым действовали войска белого генерала Фицхелаурова. Все эти силы были брошены против 5-й армии.

Бронепоезд «Черепаха», что действовал под Царицыном в 1918 году

Бойцы заняли круговую оборону. Одним из опорных пунктов стали Рычковские высоты. По несколько раз на день белые поднимались в атаку, но участники похода держались стойко.
Бои в районе Рычковских высот продолжались с 16 июня по 2 июля. Героически сражался сводный полк И. Локатош. Самая большая тяжесть легла на группу Н. Руднева.
30 июня первым по восстановленному мосту прошел бронепоезд «Черепаха». Полотно выдержало испытание на прочность, и в ночь с 1 на 2 июля по мосту прошли эшелоны. Вскоре красные части группы войск Ворошилова 5-а и 3-я армия добровольцы из Морозовского и Донецкого округов заняли станцию Ляпичев. На соседней станции Кривая Музга уже держали оборону защитники Царицына. Стремясь на помощь к воинам К. Е. Ворошилова, они перешли в наступление белогвардейцы были отброшены от железнодорожного полотна и путь эшелонов до Царицына открыт.